# Прищепа Богдан Анатолійович
Прищепа Богдан Анатолійович (14 серпня 1957, с. Остапівка на Полтавщині — 1 травня 2025) — український археолог і громадський діяч; доктор історичних наук.

## Життєпис
У 1974 із золотою медаллю закінчив Рокитнівську середню школу № 1.
Навчався на історичному факультеті Київського державного університету ім. Т. Г. Шевченка за спеціальністю археологія і музеєзнавство.
Указом Президента України № 336/2016 від 19 серпня 2016 року нагороджений ювілейною медаллю «25 років незалежності України».Лауреат премії імені Ігоря Свєшнікова у галузі охорони культурної спадщини краю (2012).

### Наукова діяльність
Протягом 18 років працював в Рівненському обласному краєзнавчому музеї, де пройшов шлях від наукового співробітника до завідувача відділу історії. Керував археологічними експедиціями під час розкопок літописних городищ Дорогобужа, Муравиці, Степаня, Пересопниці, Корця. Початково його науковим керівником був І. К. Свєшніков, а після смерті останнього, він завершив і захистив кандидатську роботу «Дорогобуж у Х-ХІІІ ст.» під керівництвом доктора історичних наук Івакін Г. Ю. в Інституті археології НАН України у 1998 р.
З 1997 року Б. А. Прищепа працює на посаді доцента кафедри всесвітньої історії Рівненського інституту слов'янознавства Київського славістичного університету, де читає курси археології, історичного краєзнавства, основ антропології, керує археологічною та архівною практикою студентів рівненських ВНЗ.
З 2003 р. призначений на директора Рівненської філії державного підприємства науково-дослідного центру «охоронна археологічна служба України» Інституту археології НАН України. Під його керівництвом проводилися рятівні археологічні розкопки в Острозі, Дубні, Рівному, на полі Берестецької битви. Член Польового комітету Інституту археології НАН України.
У 2019 р. захистив дисертацію на здобуття наукового ступеня доктора історичних наук на тему «Погориння у Середньовіччі: населення, системи заселення, урбанізаційні процеси» (науковий консультант: член-кореспондент НАН України Моця О. П.).

### Громадська діяльність
Громадська діяльність пов'язана з пам'яткоохоронною і краєзнавчою роботою. Від 1993 р. член Всеукраїнського краєзнавчого товариства, де бере активну участь у роботі науково-краєзнавчих конференцій, які проводять Житомирське науково-краєзнавче товариство дослідників Волині та інші обласні краєзнавчі осередки, які діють на теренах історичної Волині.
Помер 1 травня 2025 року після тривалої боротьби із важкою хворобою.

## Праці
Б. А. Прищепа автор трьох монографій, близько 100 наукових статей.
- Літописний Дорогобуж у період Київської Русі. До історії населення Західної Волині в X—XIII століттях (у співавторстві з Ю. М. Нікольченком) — Рівне, 1996. — 248 с.
- Дорогобуж у X—XIII ст. Автореферат дисертації на здобуття наукового ступеня кандидата історичних наук. — К., 1998. — 16 с.
- Муравицьке городище. — Маріуполь: Рената, 2001. — 80 с. (У співавторстві з Ю. М. Нікольченком).
- Давні землероби Волині (пам'ятки археології на Хрінницькому водосховищі) — К., 2004. — 300 с. — 235 іл. (У співавторстві з Д. Н. Козаком, В. В. Шкоропадом).
- Прищепа Б. А., Історичне краєзнавство Волині: навч. посіб. / Богдан Прищепа, Олена Прищепа. — Рівне: ПП ДМ, 2008. — 352 с.: іл. — Бібліогр. наприкінці розд. — С. 338—342. — ISBN 978-966-8424-88-5.
- Дорогобуж на Горині у Х—ХІІІ ст. / Богдан Прищепа. — Рівне: ПП ДМ, 2011. — 250 с.: рис. — ISBN 978-617-515-055-9
- Погоринські міста в X—XIII ст. / Богдан Прищепа. —Рівне: Дятлик М. С., 2016. — 296 с.: іл., табл. — ISBN 978-617-515-195-2